# Operation Smile
Operation Smile nasce nel 1982 a Norfolk in Virginia (USA) in seguito ad una missione nelle Filippine a cui parteciparono William Magee, chirurgo, e sua moglie Kathleen, infermiera, insieme ad altri colleghi. Durante la missione non riuscirono ad aiutare tutti i bambini nati con il labbro leporino, la palatoschisi e altre malformazioni facciali.

## Missioni
Le missioni umanitarie internazionali si svolgono in oltre 60 Paesi del mondo prevalentemente Centro America e Sud America, Africa, Medio Oriente e Asia

## World Care Program
Il World Care Program è un programma medico che nasce in America nel 1985 per aiutare bambini e giovani adulti affetti da gravi malformazioni cranio maxillo facciali e ustioni complesse che, per la loro complessità, non possono essere operate durante le missioni mediche internazionali e locali di Operation Smile. In altri casi, i pazienti che soffrono delle suddette patologie provengono da Paesi in cui l'Organizzazione non è presente e vengono segnalati da autorità locali o da ONG che operano sul territorio.